# 中華人民共和国の政治
中華人民共和国の政治（ちゅうかじんみんきょうわこくのせいじ）は、ヘゲモニー政党制に基づく一党独裁制の社会主義共和国体制である。

## 概要
中華人民共和国憲法には、中国共産党による国家や社会への領導（指導）が明記されている。従って中国の国家権力は、中国共産党の決定に基づき、中央人民政府である国務院と地方政府によって行使されている。
地方行政機関は、地方当局の指導者と上位に相当する中央行政機関の指導者の下に理論上は平等に置かれる。中国人民の意思は立法府である人民代表大会によって体現される。県の人民代表大会の代表（議員）は県の有権者によって選出される。これら県レベルの人民代表大会は地方政府の責任を負い、省（あるいは北京、上海、天津、重慶のような直轄市）の人民代表大会の代表を選出する。省の人民代表大会は、毎年3月、首都北京において開催される全国人民代表大会の代表を選出する 。
中国共産党の各級委員会における決定は、地方及び全国の人民代表大会選挙で適切な候補者を選択する際、大きな役割を果たしている。

## 権力構造
中国の権力機構は、中国共産党と国家機関の2つに分かれている。これら権力の関係は、規則と現実が必ずしも一致していないため、理解には注意が必要である。
中国共産党が国家を優越するという政治構造から、中国共産党の最高指導者が中国の最高権力者となる。ただし、中国共産党の最高職である中央委員会総書記（1982年以前は中央委員会主席）が必ずしも党の最高指導者となるとは限らない。現行の中華人民共和国憲法には国家元首の規定がなく、外交慣例上では国家主席は元首と同様の待遇を受けている。中国共産党の党軍であり、事実上の国軍でもある中国人民解放軍の統帥機関である中国共産党中央軍事委員会主席を務める者が中華人民共和国武装力量の最高指揮官となる。
中国の最高指導者の歴代は、以下である（氏名の右の年は最高指導者としての在任期間）。
1. 毛沢東（1949年 - 1976年）
2. 華国鋒（1976年 - 1978年）
3. 鄧小平（1978年 - 1989年）
4. 江沢民（1989年 - 2002年）
5. 胡錦濤（2002年 - 2012年）
6. 習近平（2012年 - 現職）

上記の6名が中国共産党の歴代の最高指導者、すなわち中国の最高指導者とされる。ただし彼らが実権を握っていた期間は多少前後する（中華人民共和国の最高指導者一覧ならびに中華人民共和国の歴史#実権を握る歴代の最高実力者を参照）。
なお、1982年以降、中国共産党の建前上の最高権力者は党総書記とされている。中国の国家主席は儀礼的な国家代表であり、武装力量の事実上の最高司令官は共産党中央軍事委員会主席で、政府の統括は国務院総理（首相）が行うが、1993年以降は、就任時期に多少のずれはあるものの、党総書記が党中央軍事委員会主席と国家機関トップの国家主席を兼務しており、不自然さは解消されている。
党総書記は党中央政治局常務委員会が選び、国家主席は全国人民代表大会が選ぶことになっているが、実際には党総書記は前任者からの継承、国家主席は中国共産党の指名を全国人民代表大会が追認することで決定されている（ただし党主席兼中央軍事委員会主席の華国鋒は次代の鄧小平に失脚させられた）。党中央政治局常務委員会、全国人民代表大会それぞれのメンバーは、その下部組織から選挙され、その何段階か下のメンバーを党員あるいは国民が選ぶという形を取っている。
行政機関のトップは国務院総理（日本では首相と訳される）であり、1980年以降は党主席・総書記とは別の人間が務めている。
国家のナンバー2以降の序列は明確でないが、2013年現在では、ナンバー2は国務院総理、ナンバー3は全国人民代表大会常務委員長（国会議長に相当）と見られることが多い。次期党総書記という意味では、中央軍事委員会副主席 も重要である。

## 国家構造
国家の主要な機関は、全国人民代表大会（略称：全人代）、国家主席（国家代表）、国家副主席（副元首級）、国務院（内閣）である。国務院の主要ポストは、国務院総理（日本の内閣総理大臣に相当）、国務院副総理（日本の副総理に相当）、国務委員（副首相級）、各部部長・各国家委員会主任（日本の大臣に相当）からなる。（詳細は国務院の機構を参照。）
1980年代には党と国家機関を分ける試みがなされたが、1990年代には再び統合され、党と国家の権力は再び集中された。この際、中央政府よりも下部の組織では権力の集中を防ぐため、党と国家機関が切り離され、党幹部が国家機関の官僚を兼務することはなくなった。一方、民族自治区では、行政府の長は通常少数民族が務めており、その地区の党委書記は通常漢民族が務めている。また、特別行政区である香港とマカオは別であり、共産党は政府に関与していないとされている。
中華人民共和国憲法によると、全人代は中国で最高の国家機関である。毎年2週間ほど開催され、国家のとるべき方針、法律、予算、主要人事について討論し、承認する。中国の法律の大部分は、全人代常務委員会で決定される。大部分の政策は、国務院が考案し、中国共産党中央政治局常務委員会の承認の後、全人代常務委員会が決定する。国務院の政策と人事は全人代が承認する。全人代の権力は近年高まる傾向にあり、例えば1999年、国務院と党は、高速道路建設資金として燃料税をかけることを提案したが、全人代常務委員会が否決したために実施することができなかった。

## 中国の最高指導者・中国共産党総書記
現在
| 代                                                 | 期                                                 | 中国の最高指導者 中国共産党総書記                      | 中国の最高指導者 中国共産党総書記                  | 生年月日                                           | 政権                                               | 内閣                                                 | 最高指導部                                                 | 在任期間                                           | 日数        | 所属政党   |
| -------------------------------------------------- | -------------------------------------------------- | ------------------------------------------------------ | -------------------------------------------------- | -------------------------------------------------- | -------------------------------------------------- | ---------------------------------------------------- | ---------------------------------------------------------- | -------------------------------------------------- | ----------- | ---------- |
| 07                                                 | 10                                                 |                                                        | 習近平                                             | 1953年6月15日 （71歳）                             | 習政権                                             | 李克強内閣                                           | 習近平（総書記） 李克強 張徳江 兪正声 劉雲山 王岐山 張高麗 | 2012年11月15日 -2017年10月25日                     | 4年+ 344日  | 中国共産党 |
| 07                                                 | 11                                                 | 習近平（総書記） 李克強 栗戦書 汪洋 王滬寧 趙楽際 韓正 | 習近平                                             | 1953年6月15日 （71歳）                             | 習政権                                             | 李克強内閣                                           | 2017年10月25日 -2022年10月23日                             | 4年+ 363日                                         |             | 中国共産党 |
| 07                                                 | 12                                                 | 李強内閣                                               | 習近平                                             | 1953年6月15日 （71歳）                             | 習政権                                             | 習近平（総書記） 李強 王滬寧 趙楽際 蔡奇 丁薛祥 李希 | 2022年10月23日 -現職                                       | 2年+ 219日                                         |             | 中国共産党 |
| 全体中央政治局常務委員を含めた習政権の通算在任日数 | 全体中央政治局常務委員を含めた習政権の通算在任日数 | 全体中央政治局常務委員を含めた習政権の通算在任日数     | 全体中央政治局常務委員を含めた習政権の通算在任日数 | 全体中央政治局常務委員を含めた習政権の通算在任日数 | 全体中央政治局常務委員を含めた習政権の通算在任日数 | 全体中央政治局常務委員を含めた習政権の通算在任日数   | 全体中央政治局常務委員を含めた習政権の通算在任日数         | 全体中央政治局常務委員を含めた習政権の通算在任日数 | 12年+ 119日 | 中国共産党 |

## 国家の指導者
実際には国政を動かすのは中国共産党であり、共産党の最高指導集団である中央政治局常務委員会が権力を掌握する構造となっている、実権は党総書記と中央軍事委員会主席が握っていた、国家主席の権限は儀礼的・名誉的なもので、彼らの権力の源泉は支配政党である共産党の総書記職であった。最近では法治を重視する政策の下、一定の役割を果すようになってきている。
国家主席と副主席は全人代によって5年おきに選出される。国務院も全人代によって任命される。

### 中国の主要な指導者一覧
1. 習近平（中国共産党中央委員会総書記・中華人民共和国主席・中央軍事委員会主席）
2. 李強（中華人民共和国国務院総理）
3. 趙楽際（全国人民代表大会常務委員会委員長）
4. 王滬寧（中国人民政治協商会議全国委員会主席）
5. 蔡奇（中国共産党中央書記処書記）
6. 丁薛祥 （中華人民共和国国務院副総理）
7. 李希（中国共産党中央規律検査委員会書記）

### 中国共産党中央政治局常務委員
以下、2022年10月現在（第20期）。
- 習近平 - 序列第1位　中国共産党総書記、国家主席、中央軍事委員会主席
- 李強 - 序列第2位　国務院総理
- 趙楽際 - 序列第3位　全国人民代表大会常務委員会委員長
- 王滬寧 - 序列第4位　中国人民政治協商会議全国委員会主席
- 蔡奇 - 序列第5位　中国共産党中央書記処書記
- 丁薛祥 - 序列第6位　国務院副総理
- 李希 - 序列第7位　中国共産党中央規律検査委員会書記

### 中国共産中央政治局常務委員、委員
以下、2020年7月現在。
| 氏名   | 生年       | 学歴                                                    | 公職                            | 党職                                                       | 18期           | 19期           | 20期           |
| ------ | ---------- | ------------------------------------------------------- | ------------------------------- | ---------------------------------------------------------- | -------------- | -------------- | -------------- |
| 習近平 | 1953年6月  | 清華大学化学工程部 清華大学法学博士                     | 国家主席 国家中央軍事委員会主席 | 中央委員会総書記 中央軍事委員会主席 中央国家安全委員会主席 | 政治局常務委員 | 政治局常務委員 | 政治局常務委員 |
| 李克強 | 1955年7月  | 北京大学経済学博士                                      | 国務院総理                      | 中央国家安全委員会副主席                                   | 政治局常務委員 | 政治局常務委員 |                |
| 栗戦書 | 1950年8月  | ハルビン工業大学経営学修士                              | 全国人代委員長                  | 中央国家安全委員会副主席                                   | 政治局委員     | 政治局常務委員 |                |
| 汪洋   | 1955年3月  | 中国科学技術大学工学修士                                | 全国政治協商会議主席            |                                                            | 政治局委員     | 政治局常務委員 |                |
| 王滬寧 | 1955年10月 | 復旦大学法学修士                                        |                                 | 中央書記処常務書記 中央精神文明建設指導委員会主任          | 政治局委員     | 政治局常務委員 |                |
| 趙楽際 | 1957年3月  | 北京大学                                                |                                 | 中央規律検査委員会書記                                     | 政治局委員     | 政治局常務委員 |                |
| 韓正   | 1954年4月  | 華東師範大学経済学修士                                  | 国務院副総理                    |                                                            | 政治局委員     | 政治局常務委員 |                |
| 丁薛祥 | 1962年9月  | 燕山大学                                                |                                 | 中央弁公庁主任                                             |                | 政治局委員     |                |
| 王晨   |            |                                                         |                                 |                                                            |                | 政治局委員     |                |
| 劉鶴   | 1952年1月  | 中国人民大学 ハーバード大学ケネディスクール公共経営修士 | 国務院副総理                    |                                                            |                | 政治局委員     |                |
| 許其亮 | 1950年3月  | 第五航空学校 中国人民解放軍国防大学                     | 国家中央軍事委員会副主席        | 中央軍事委員会副主席                                       | 政治局委員     | 政治局委員     |                |
| 孫春蘭 | 1950年5月  | 鞍山市工業技術学校                                      | 国務院副総理                    |                                                            | 政治局委員     | 政治局委員     |                |
| 李希   |            |                                                         |                                 | 広東省委員会書記                                           |                | 政治局委員     |                |
| 李強   | 1959年7月  | 中国社会学函授大学                                      |                                 | 上海市委員会書記                                           | 中央委員       | 政治局委員     |                |
| 李鴻忠 |            |                                                         |                                 |                                                            |                | 政治局委員     |                |
| 楊潔篪 | 1950年5月  | バース大学 ロンドン・スクール・オブ・エコノミクス       |                                 | 中央外事工委員会弁公室主任                                 |                | 政治局委員     |                |
| 楊暁渡 |            |                                                         |                                 |                                                            |                | 政治局委員     |                |
| 張又侠 | 1950年7月  |                                                         | 国家中央軍事委員会副主席        | 中央軍事委員会副主席                                       |                | 政治局委員     |                |
| 陳希   |            |                                                         |                                 |                                                            |                | 政治局委員     |                |
| 陳全国 |            |                                                         |                                 |                                                            |                | 政治局委員     |                |
| 陳敏爾 | 1960年9月  | 中国共産党中央党校大学院                                |                                 | 重慶市委員会書記                                           |                | 政治局委員     |                |
| 胡春華 | 1963年4月  | 北京大学                                                | 国務院副総理                    |                                                            | 中央委員       | 政治局委員     |                |
| 郭声琨 | 1954年10月 | 江西理工大学 中南大学                                   |                                 | 中央政法委員会書記                                         | 中央委員       | 政治局委員     |                |
| 黄坤明 |            |                                                         |                                 |                                                            |                | 政治局委員     |                |
| 蔡奇   |            |                                                         |                                 |                                                            |                | 政治局委員     |                |

## 中国共産党
9000万人以上いる中国共産党党員は、政府を（中国全土）事実上支配し続けている。
経済領域における自由化の影響の増大は党の内外に及んでいる。計画経済制の下では、全ての国有企業が党委員会を常設することが求められていた。市場経済の導入は現在党に存在している経済機関の権限が限られたものになるか、もはや力を持たなくなることを意味する。しかし、あくまで社会主義市場経済の下にあって現在も国有企業には党支部が設置されており、定期的な学習会が開かれている他、経済体制としても、市場経済の「展開範囲」はまだ狭く、計画経済主導の中で一部が疑似市場経済を行っているに過ぎない。
しかし、中国の全ての政府機関と全てのレベルの共産党委員会は重要な役割を果たし続けている。党中央による中央政府と都市部の経済、産業、文化の規制は最も厳しいものである。漢民族が多数を占める地域での政府や党による規制はかなりゆるいものになっている。彼らの最も重要な責務は選挙における候補者の選出とその広報活動である。彼らは党と国家の政策指針が遵守されているかどうか、また非共産党員が共産党の規約に反するような自主的な組織を作らないよう監視している。特に重要なのは異なる機関の調整を行う領導小組である。少なくとも1人の非共産党員を含めた政府委員会が開催する大会があるが、共産党員は援助が与えられ、重要な政策決定会合に参加することができる。
理論的に党の最上位に位置する機関は少なくとも5年に1回は開催されるとされる中国共産党全国代表大会（党大会）である。大会の開催は文化大革命の頃は不定期であったがそれ以来は定期的に開催されている。党は中国共産党中央委員会を選出し、中央委員会は党の権力を支配下に置く。
共産党の権力中枢は以下の通りである。
- 中国共産党中央委員会総書記　現在の総書記は1人。
- 中国共産党中央政治局常務委員会　現在の構成委員は7人。
- 中国共産党中央政治局　常務委員を含む22人で構成される。
- 中国共産党中央書記処　中国共産党の主要管理機構。総書記が率いる。実質的には次代の指導者養成の意味合いを持つ場所でもあり、また、総書記の事務を代行する機関でもある。
- 中国共産党中央軍事委員会　中国人民解放軍を管轄する。現在の主席は1人。主席以外の軍側トップは中華人民共和国国防部のそれと同じ顔ぶれである。
- 中国共産党中央規律検査委員会　党幹部の不正や背任を告発、処分する組織であるが、実質上の調査活動は中央組織部が共同して行う。
- 中国共産党中央国家安全委員会 中国の最高安全保障政策を決定する総書記直轄の機関。

## 立法機関
一院制の全国人民代表大会（略称：全人代）は2987議席あり、代表は直轄市や地域、省の人民代表大会によって選出される（任期は5年）。
全人代は人民大会堂において中国人民政治協商会議とともに開催される。その期間は両会と呼ばれ、通常毎年3月である。立法作業は全人代常務委員会によって行われる。これらの代表は理論上人民によって間接的に選出されるが、人民の構成員が代表となることは困難である。
かつて全人代の立法府としての機能は形式的なものでしかなかったが、1990年代の初頭に主として共産党員による仲裁と懐柔の場として機能するようになった。それでも全人代の立法権は他の議会制民主主義国家と比較すれば脆弱なものである。

## 政党と選挙
事実上の中国共産党による一党独裁制であるため、有力な政治的対抗勢力は存在しない。
その上、法輪功運動（北京政府によってカルトであると認定された精神運動）と中国民主党の活動は体制に対して破壊的であるとして非合法化された。国家は主に共産党によって運営されている。民主党派と呼ばれる他の政党も存在し、中国人民政治協商会議に参加しているが、概ね共産党の政策に従っている。村や郷の人民代表大会においても代表選挙が行われ るなど、政治的自由化を目指したいくつかの動きが見られるが、そのような立法府においてもしばしば強引な手法が見受けられ、党は中央政府の決定に服従させるだけの影響力を保持している。これはほとんどの選挙で共産党の候補が勝利することがあらかじめ分かっているからである。現在の中国の政治的関心事項は、貧富の格差（経済的不平等）を縮小することと政府高官の腐敗を撲滅することを含んでいる。
中国共産党の人民に対する支援は概してはっきりしていない。なぜなら国政選挙では共産党が支配的であり、政治的に対立する政党はなく、個人候補者が選挙で当選することはあってもごく僅かであり、共産党の統治に挑戦することは非現実的であるからである。また、個人的な会話や逸話から漏れ伝わる情報はしばしば対立の視点を明らかにしている。しかし、一国二制度の下で比較的高いレベルの自由を享受しているはずの香港において企画された調査によると、中国大陸及び台湾の住民に対し、誰が彼らのお気に入りの中国の指導者であるかをランク付けする質問をした際、現在の中国共産党の指導者は「相当数の支持を獲得した」とされている。
1950年以来、「民主党派」は8つの小さな政党が合法的な政党として存在してきた。これらの政党はすべて中国共産党の指導者と中国共産党中央統一戦線工作部の指導による共産党の活動を公式に受け入れている、いわゆる「衛星政党」である。彼らの本来の役割は一党独裁でない全国の様々な意見を広く取り入れた新しい中国の印象を作り出すことである。しかし、これらの政党の主な役割は知識人のような社会において政治的影響を与えうる人物を誘き寄せ、黙らせることである。これらの政党は厳しく組織されており、共産党に挑戦することは許されないが、国家機関における政策立案ではしばしば独断的な行動を取る党員もおり、また国家機関が開催し、少数党派から少なくとも1人が形式的に参加する大会がある。
少数党派には蔣介石の統制下にあった中国国民党の反主流派が1948年に結成した中国国民党革命委員会、1941年に知識人と芸術家によって結成された中国民主同盟、1945年に教育者と資本主義者、財界人によって結成された中国民主建国会、1945年に文化人、初等あるいは中等学校教育者、出版者によって結成された中国民主促進会、1930年に起源を持ち、医者、芸術家、教育者によって結成された中国農工民主党、1925年に創設され、海外の華僑の支持を訴えた中国致公党、大学教授や科学者らによって1945年9月3日の「ファシズムに対する国際的な勝利」を記念して創設された九三学社、1947年に「台湾に起源を持ち、現在は中国大陸に住む愛国的な民主主義の支持者」が結成した台湾民主自治同盟がある。
8つの少数党派と共産党との調整は、毎年3月に北京市において全人代と共に開催される中国人民政治協商会議で行われる。

## 軍隊
中国共産党は中国人民解放軍（中国人民解放軍陸軍、中国人民解放軍海軍、中国人民解放軍空軍）を創設し率いている。1949年10月1日の中華人民共和国建国後は、実質的にその国軍としての役割も兼ねるようになった。軍は共産党の絶対的な指示を仰ぐこととされている。党と国家は共同で軍の最高統帥機関である中央人民政府人民革命軍事委員会を創設した。
1954年の中華人民共和国憲法では国家主席が軍を統帥し、中華人民共和国国防委員会の主席を務めることとされていた（国防委員会は助言機関であり、軍を統帥することはない）。1954年9月28日、党中央委員会は人民解放軍を統帥する機関として中国共産党中央軍事委員会を再生させ、この時から党と国家の共同による軍の指導体制が確立された。党中央委員会はすべての軍の活動を指揮する。国家主席は軍を統帥し、国務院は軍備の開発を担う。
1982年12月の第5期全人代において憲法が改正され、中華人民共和国中央軍事委員会が全ての軍活動の指揮を執ることになった。主席は全人代により選任および解任され、他の委員は全人代常務委員会により選任される。しかし、党中央軍事委員会は党の機関として軍を直接指揮する権限を保持している。実際には、党中央軍事委員会は民主党派との協議の後、合法的な過程を経て全人代から国家中央軍事委員会へ選出された人物に提案する。つまり、党中央軍事委員会と国家中央軍事委員会は同じ集団、同じ機関に属している。しかし、組織的に見ると、党中央軍事委員会は党に、国家中央軍事委員会は国家に属している。そのため、軍は共産党の絶対的な指示を仰ぐとともに、軍は国家の軍隊でもある。これは党と国家による軍の共同支配という中国独特のものである。

## 近年の動向
中国は人口及び地理的な巨大さ、社会的多様性に起因する国民の不満を首都北京からコントロールしようとしている。
改革開放にはじまり1980年代の経済の改革と、地方の共産党員を豊かにするとして興味を惹いた多くの中央政府から地方政府への権限の委譲は、中央政府の権力の行使をより困難なものにした。中国の政治的権力は最初の40年間に比べて、個人的ではなく制度的なものになった。例えば、鄧小平は中国共産党の総書記や中国の首相になったことはなかったが、彼は10年間にわたって中国の指導者であった。今日では、中国の指導者の権限はより制度的な基盤に基づいている。
中央政府の指導者は共産党員や地方や地域の指導者、非共産党員で影響力を持つ者、一般人民に対し、新しい政策に関してより深いコンセンサスを構築することが必要になった。しかし、それはしばしば大きな集団による情報操作によって管理、維持されている。中国共産党は中国が「社会主義の最初の段階にある」と考えている。中国と海外の多くのオブザーバーは中国が公有財産制から私有財産制への移行期にあり、それは重要な役割を果たしていると考えている。住宅の私有化と教育や雇用の機会均等の自由の増大は共産党が社会を管理する手段として用いてきた単位体制を弱体化した。中国の複雑な政治的、民族的、イデオロギー的な多様性は中国共産党中央宣伝部によって理想化されているが、簡単に分類化することは困難である。
経済的及び社会的、文化的、政治的な制度改革の成果が明確さを増すとともに、「同志」と呼ばれた古い世代と「人民」と呼ばれる新しい世代の対立は次第に鮮明になりつつある。中国共産党中央党校研究室副主任の周天勇のような中国の一部の学者は、もし中国が急激な変革を避けつつ一党独裁制から他の政治形態へ移行しようとするならば、急速に変化しようとする勢力を抑制するとともに30年間以上にわたる段階的な政治改革が不可欠であると主張している。一部の中国人は文化大革命を振り返り、国内の大変動によって共産党がコントロールを失って混乱に陥ることを恐れ、政治的変化を促す圧力の増加に対抗するため、強固な監視、管理システムを築くべきであると考えている。

## 外交関係
中国は世界のほとんどの国と外交関係を維持している。1971年、中華人民共和国は台湾の中華民国政府に代わって唯一の『中国』の代表として国連に加盟し、国連安保理の常任理事国5ヶ国の一国となった（ほかは、アメリカ合衆国、イギリス、フランス、当時：ソビエト社会主義共和国連邦→現在のロシア）。1945年に国連が設立されたときの中国の代表は中華民国だった。中国は以前、非同盟運動のメンバーであり、リーダーでもあった。
一つの中国の政策の下、中国は他国と外交関係を築く際、台湾政府と断交することをその国に要求している。中国政府は李登輝や陳水扁の様な台湾の政治家が海外に渡航することに積極的に反対し、他の人々は現在のチベットの最高指導者であるダライ・ラマ14世が「政治的に危険な人物である」と認識している。
中国はアジア太平洋地域の国々の自由貿易協定と安全保障協定において指導的な役割を果たしてきた。2004年、中国政府は米国の影響力を排除することに重点を置いた新たな地域安全保障の枠組みとして東アジアサミットの開催を提案した。東アジアサミットの初めての会合は2005年に行われ、ASEAN+3（ASEANおよび日中韓3ヶ国）、インド、オーストラリア、ニュージーランドが参加した。中国はロシアと中央アジア諸国が参加する上海協力機構の設立国及びメンバー国でもある。
現在、中国の海外政策の多くは平和的台頭の構想に基づいている。しかし、近年中国の他国との外交関係、特に米国とのそれはたびたび危機に瀕してきた。1999年5月のコソボ紛争では米軍機がベオグラードにある中国大使館を誤爆し、2001年4月には海南島事件が発生した。1989年の六四天安門事件の後、中国と西側諸国との関係は長きにわたって悪化した。

### 日中関係
20世紀前半で起こった日中（戦時中は中華民国）両国間の全面戦争（日中戦争）に対する見解の分岐をはじめ、中国と日本の外交関係（日中関係）は多くの問題がある。1972年9月29日に日中政府共同声明で国交正常化がなされ、その6年後の1978年10月23日には日中平和友好条約が発効された。しかしその後、中国のメディアや政治家が、日本側の積極的行動に対して否定的であるとともに、中国では激しい反日教育が行われ、捏造が指摘されている中で旧日本軍の「蛮行」を宣伝する歴史記念館などを各地に建設している。また、小泉政権で行った靖国参拝により反日感情が高まり、日本の国連安保理常任理事国への立候補の動きに反発して2005年の中国における反日活動が行われ、駐上海日本領事館が破壊などされたが、中国政府は原因が日本にあるとして一切の謝罪を行っていない。
日本側は「戦略的互恵関係」「日中友好」の立場から、政府レベルでは、表立って中国に苦情が言えなくなっているが、こうした中国への姿勢に対する不満をもつ日本の政治家による否認主義的な発言や、日中戦争（支那事変）下のいわゆる南京大虐殺（1937年南京事件）の詳細の認識の相違、日本の戦争犯罪に関する歴史教科書問題、靖国神社への日本の首相の参拝などをとらえて、中国政府は抗議を行い、日本側の積極的行動に対して反対の意思を表明している。

## 地方政府
現在、中国の地方政府は4つの段階に分かれ、ヒエラルキー構造になっている。通常100程度の世帯によって構成される村がこの構造の基本となるが、村はヒエラルキー構造の一部分であるとはみなされず、地方政府は郷、県、地区、直轄市と省が法的な行政区分の単位とされることが増えている。各レベルの政府はその下のレベルの政府がきちんと政策を実行しているか監視する責務を負う。各レベルの政府には2人の重要な官僚がいる。彼らは中国共産党を代表する人物、つまり党幹部または党書記であり、政策立案者として活動する。彼らは上官によって任命される。地方政府の長は理論的には人民によって選出される。行政機関の長は普通そのレベルに応じて省長、市長、県長と呼ばれ、政策の実行と儀礼の遂行を司る。また、地方政府はその特徴として党書記が常に地方政府の指導者の上位に位置するシステムへと発展を遂げた。
鄧小平が1978年に権力を握ると、省に対し教育や輸送の分野のみならず経済的な政策の実行についても大きな自治権を与えた。その結果、一部の省当局は北京の中央政府と同じ政策を採用するようになった一方で、広東省や浙江省では中央政府によって公布された厳しい基準を地方の指導者がほとんど無視するといった極端な例も見られるようになった。その上、中央政府の指導者といくつかの省レベルの自治体が衝突するというような事例（最も著名な例は上海市とライバル関係にある元北京市長である陳希同と江沢民元党総書記の対立）も浮上してきた。最近の例では2006年9月、上海市の党書記だった陳良宇が更迭された。
中国は自治区と省内の自治県に住む多数を占める少数民族に対し大幅な自治権を与えるシステムを採用している。しかし、実際には北京の中央政府は民族の長を自治区政府の長としてわずかに認知する一方、地方政府を監視するため、党幹部の人物を党書記として任命し、現地へ送る（ほとんど常に漢民族である）。党書記には権力の行使が認められている。地方における権力の集中を防ぐため、中央政府は自由かつ頻繁に党幹部に国内の異なる地域へ異動を命じ、高級幹部は異なる地域において複数回の知事または党書記としての経験があることもある。

## 行政区画

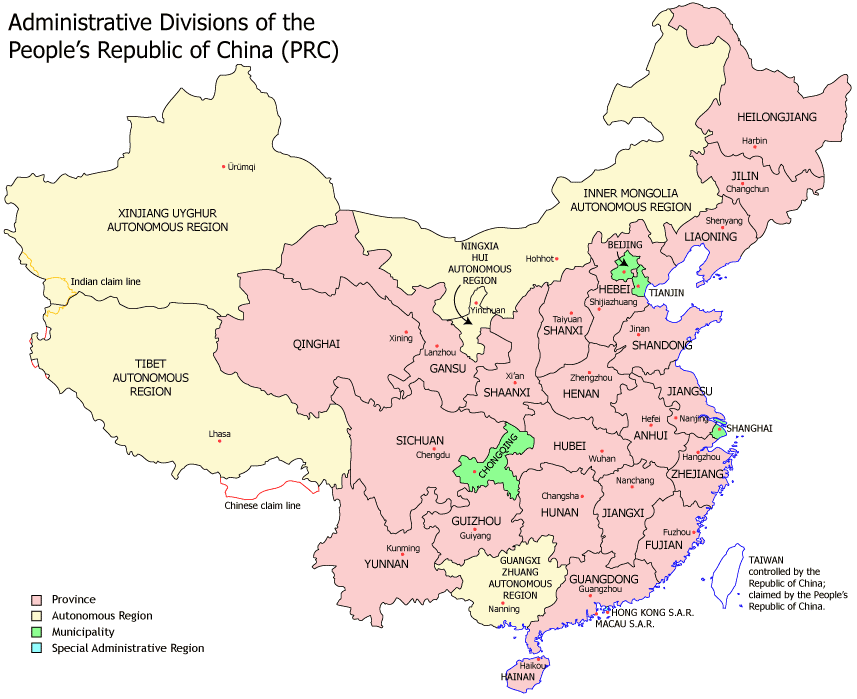
中国の行政区分

### 省
- 安徽省
- 福建省
- 甘粛省
- 広東省
- 貴州省
- 海南省
- 河北省
- 黒竜江省
- 河南省
- 湖北省
- 湖南省
- 江蘇省
- 江西省
- 吉林省
- 遼寧省
- 青海省
- 陝西省
- 山東省
- 山西省
- 四川省
- 台湾省†
- 雲南省
- 浙江省

†中華人民共和国は台湾を自国の台湾省として領有権を主張しているが、実際には中華民国が支配している。

### 自治区
- 広西チワン族自治区
- 内蒙古自治区
- 寧夏回族自治区
- 新疆ウィグル自治区
- チベット自治区
- 延辺朝鮮族自治区（吉林省の一部）

### 直轄市
- 北京市
- 重慶市
- 上海市
- 天津市

### 特別行政区
- 香港特別行政区
- マカオ特別行政区

## 法体系
中国の法源は慣習法と成文法が複雑に絡み合っている。1987年1月1日に民法通則が、1980年1月1日に新しい法源がそれぞれ有効化されたが、主として刑法に注意が注がれてきた。今なお民法、行政法、刑法、商法を改善する努力が続けられている。
政府は法の支配の実現を目指しかなりの努力をしており、またその努力は今なお続けられている。文化大革命の後、中国の指導者達は当局による権力の濫用及び過激な革命勢力の抑止のため、法体系の構築を目指した。1982年、全人代は党と国家の機関すべてが法の支配に属することを強調した新憲法を採択した（法の支配の重要性は1999年の憲法改正においてさらに高められた）。しかし、多くの専門家は法の支配の強調はむしろ共産党の権力の増大を招くと指摘した。なぜなら共産党は権力の当事者であり、法律を自在に変更できるからである。
法体系を構築しようとする動きが始まった1979年以来、301以上の法律や規制（その多くは経済の分野のもの）が公布された（中国のWTOへの加盟後は多くの経済関連の法律が施行、改正された）。人民調停委員会の登場は画期的であり、それにより中国の市民間の紛争及び小さな犯罪事例の90%が党が介入することなく解決された。委員会は都市と地方に合計80万ヶ所以上設置されている。
1990年代において法制度改革は政府の最優先事項となり、国の弁護士、裁判官、刑務所の近代化、専門化を図る法律が制定された。1994年に制定された行政訴訟法により、市民が公権力を濫用したり不法行為を行う公務員を起訴することができるようになった。加えて、刑法と刑事訴訟法が大幅に改正された。刑法では反革命罪が廃止され（1999年には憲法が修正され、反革命についての言及が姿を消した）、刑事訴訟法の改正では裁判の過程における透明性の確立と反対意見の尊重が求められることになった。中国の憲法と法律は限界はあるもののデュー・プロセス・オブ・ローを含む基本的人権を保障している。
中国大陸における人権の状況は1960年代と比較すると著しく改善されてはいるものの（2004年の修正憲法では国家が人権を保護することが強調されている）、政府は依然として権威主義的であり、チベットや新疆の分離主義者などへの処罰に対する組織的な反対に対し、それを退ける決定をした。アムネスティ・インターナショナルによると、中国は数千人の政治犯を拘束しているとみられ、違法なen:civil authorityによる拷問も報告されている。
アムネスティ･インターナショナルによると、中国大陸では毎年1500～2000人が処刑されている。しかし、一部の人権活動家はすべての処刑者数が報告されているのではなく、実際の処刑者数は多くて1万5000人に上るのではないかと信じている。しかし、大衆感情は犯罪は深刻な問題であり、死刑をもって対処するべきとして死刑制度を支持する者が圧倒的である。

## 民族問題
中国は憲法第3章第6節第111条～122条において自国が民族区域自治による多民族国家であると述べており、さらに法律において区域自治について詳細が述べられている。中国は少数民族に対し人口管理、学校の入学試験、政府の雇用、軍人の募集などにおいて一定の裁量を与えている。また、56の民族は中華民族の対等な一員であるとして大漢民族主義を公式に批判している。これらの政策は少数民族の不満をいくらか和らげ、彼らが中国に貢献する励みになると評価する向きもある一方、他の人々は様々な理由からそれらを批判している。
中国はチベット、新疆、そして緊張の度合いはやや低いものの内モンゴルにおいて独立運動に直面している。多くのチベット人やウイグル人は彼らが住む領域が固有の領土であり、中国の政策が植民地主義であるとして憤慨している。それらの独立運動家や海外のオブザーバーは現実は中国が示す理想像とは大きくかけ離れているとして中国の民族政策を批判している。例えば、中国は50年以上にわたって新疆やチベットへ漢民族を移住させてきた。経済制度改革以前は多くの労働者、兵士、そして囚人が新疆生産建設兵団のような政策を実行するため、強制的にそれらの地域へ送られた。近年の改革開放と観光事業の開発により季節労働者が職を求めて新疆やチベットに大量に流入しているだけでなく、政府は人口過剰の地域の農民をチベットや新疆のような人口の少ない地域へ移送する政策を実行している。これらの地域は人口統計学上は比較的重要ではないものの、ついに財政的なインセンティブとともに幹部や専門家の異動が開始された。ここ数年内に配属された幹部は現在交代させられており、そのような計画は新疆やチベットだけでなく貧しくなった中国西部全体で行われている（西部大開発）。独立主義者はこれらの政策が漢民族優越主義的、植民地主義的であり、漢民族による非漢民族の同化政策（いわゆる中国化）を意図しており、独立運動の成功の可能性を減退させるものであると考えている。顕著な例が新疆であり、公的統計によると過去50年で漢民族が飛躍的に増加し、ウイグル人の人口に追いつくほどの勢いである。
一部の中国人も上記のような政策に対して批判的である。新疆あるいは内モンゴルにおける漢民族は地元の少数民族から教育、雇用などにおいて一般的な差別に遭うなど漢民族の存在及び政策に対する敵意を感じており、自分たちに対し少数民族は皆腹を立てており、また自治区の政府と漢民族の政府の二重の人種差別の板挟みに遭い、二流の人民として扱われていると信じている。広西壮族自治区など他の自治区における漢民族はそれほど深刻な対立感情はない。そのため、これらの中国人は彼らが不公平であると感じる政策を改正または全面的に廃止することを支持する傾向がある。ある者はこれらの政策が実際に独立運動の形成を促し、彼らの領土であるという感情的な連帯感を認識することで中国の高潔な領土を脅かしてきたと考えている。これらの意見は漢民族を含むすべての民族は中華民族の概念に収斂されるべきとする漢民族優越主義者によって批判されている。ついに多くの漢族中国人は独立主義者たちの批判は最近の季節労働者が単に改革開放の恩恵により利を得たのと同様、根拠がなく、政治的動機に基づくものであると考えるようになっただけでなく、政府が有能な専門家に貧困地域に異動するよう要請するのは当然のことであり、もし彼らにその意思がなければ彼らはその要請を断るまでのことだとみなすようになった。彼らは現在の政治体制の下ではチベット人やウイグル人を抑圧するのは当然のことであると考え、独立運動によって解決するのではなく、少数派に対し発言の機会を増やすなどの民主主義化、自由主義化によってこの問題を解決するべきであると考えている。

## 国際問題
中国は多くの国際的な領土紛争を抱えている。過去50年の間、1962年の中印国境紛争、1969年の中ソ国境紛争、1979年の中越戦争などそのうちのいくつかは戦争へ繋がった。2001年、中国とロシアは中露善隣友好協力条約を締結し、2004年にはタラバーロフ島と大ウスリー島の国境を確定させ、長年続いたロシアとの国境紛争は終結した。他の東シナ海や南シナ海における国境紛争やインド、タジキスタン、朝鮮民主主義人民共和国（北朝鮮）との国境紛争は続いている。

## 国際機構への加盟
アフリカ開発銀行、アジア太平洋経済協力、アジア開発銀行、国際決済銀行、カリブ開発銀行（非地域加盟国）、アジア太平洋経済社会委員会、国際連合食糧農業機関、G77、G20、BRICS、上海協力機構、国際原子力機関、国際復興開発銀行、国際民間航空機関、国際商業会議所、国際赤十字、国際開発協会、国際農業開発基金、国際金融公社、国際水路機関、国際労働機関、国際通貨基金、国際海事機関、国際移動通信衛星機構、インテルサット、国際刑事警察機構、国際オリンピック委員会、国際標準化機構、国際電気通信連合、国際自由労働連合組合、ラテンアメリカ統合連合（オブザーバー）、国際連合西サハラ住民投票ミッション、非同盟（オブザーバー）、化学兵器禁止機関、常設仲裁裁判所、国際連合、国際連合安全保障理事会（常任理事国）、国際連合シエラレオネミッション、国際連合貿易開発会議、国際連合教育科学文化機関、国際連合難民高等弁務官事務所、国際連合工業開発機関、国際連合イラク・クウェート監視団、国際連合訓練調査研修所、国際連合休戦監視機構、国際連合大学、万国郵便連合、世界税関機構、世界保健機関、世界知的所有権機関、世界気象機関、世界観光機関、世界貿易機関、ザンガー委員会

## 国籍
一般的に、外国籍者による中華人民共和国国籍への帰化（取得）はとても困難である。中華人民共和国国籍法は3つの条件を満たした場合にのみ帰化（国籍取得）を認めている（国家への忠誠、中国本土への永住が求められる）。
法律によると、中国人民の二重国籍の取得は認められていない。外国籍を取得した場合、中国国籍は自動的に失効する。中国国籍を再取得しようとするなら、外国籍はもはや認定されない。